# 长钻光鱼
长钻光鱼（学名：Gonostoma elongatus）为钻光鱼科钻光鱼属的鱼类。分布于太平洋、印度洋和大西洋、台湾岛以及南海、东海等海域，垂直分布约2700-0米。该物种的模式产地在新几内亚。